# Ebrahim Mehraban
Ebrahim Mehraban Rudbane (pers. ابراهیم مهربان رودبنه; ur. 11 lutego 1972) – irański zapaśnik w stylu wolnym. Olimpijczyk z Atlanty 1996, gdzie zajął dwunaste miejsce w kategorii 130 kg.
Trzykrotny uczestnik mistrzostw świata, siódmy w 1995. Pierwszy w igrzyskach azjatyckich w 1994. Złoty medalista mistrzostw Azji w 1996 i 1997. Pierwszy w Pucharze Świata w 1996; trzeci w 2001; czwarty w 1994 i 1995; piąty w 1999. Drugie miejsce w Pucharze Azji i Oceanii w 1997 roku.